# قائمة المدن العربية في إسرائيل

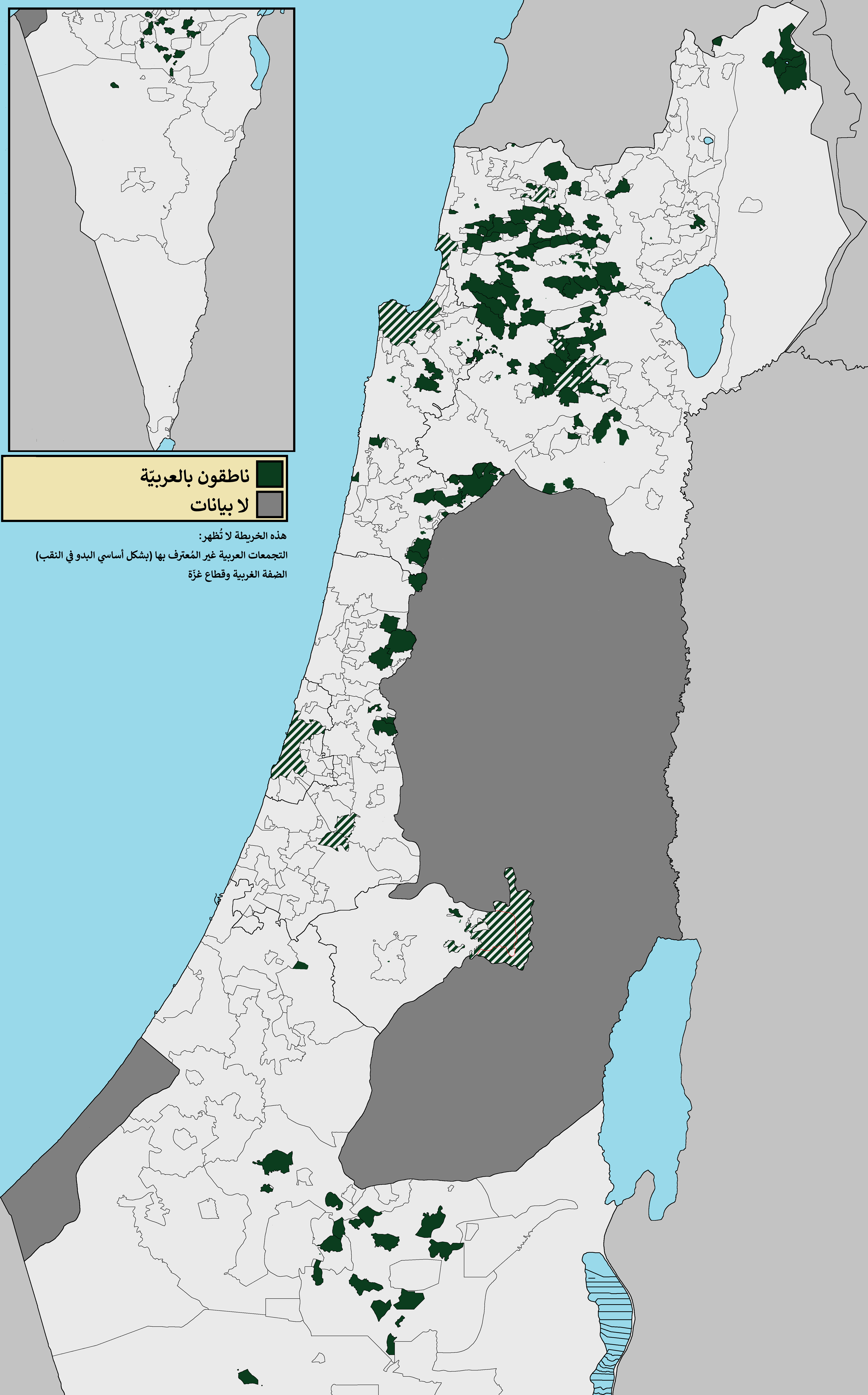
خريطة توضح المناطق العربيَّة في دولة إسرائيل (بما في ذلك القدس الشرقية ومرتفعات الجولان). تُمثل المخططات المدن المختلطة رسمياً (يسكن ما لا يقل عن 2% من العرب في مدن ذات أغلبيّة يهودية).

وفقاً لإحصاءات عام 2010، يعيش 91.6% من السكان العرب في 134 مجلس وبلدية ذات أغلبية عربيّة. ويعيش حوالي 44% منهم في مدن أو بلديات عربية؛ ويعيش 48% من المواطنين العرب في قرى بها مجالس محليّة. ويعيش 4% المواطنين العرب في قرى صغيرة تقع تحت سلطة المجالس الإقليمية، في حين يعيش 4% في قرى غير معترف بها ومعظمها قرى بدويّة تقع في منطقة النقب. في عام 2010 كان يعيش حوالي 54.6% من مجمل السكان العرب في إسرائيل في منطقة الجليل الواقعة في المنطقة الشماليَّة، في حين كان يعيش حوالي 23.5% من عرب 48 في منطقة المُثلث الواقعة في للمنطقة الوسطى، وكان يعيش حوالي 13.5% في منطقة النقب في المنطقة الجنوبيّة، وعاش حوالي 8.4% في المدن المختلطة رسمياً وذات الأغلبيّة اليهودية سيّما في حيفا واللد والرملة ويافا - تل أبيب وعكا والناصرة العليا ومعالوت ترشيحا على التوالي.
وفقًا للمعهد الإسرائيلي للديمقراطية في عام 2021 كان هناك 163 قرية وبلدة عربية، منها 69 بلدة تحمل صفة مجالس محلية واثنتي عشرةَ مدينة تحمل صفة مجلس مدينة. وفقًا للمعهد الإسرائيلي للديمقراطية يقيم حوالي 49.1% من المواطنين العرب في بلدات عربية تحمل صفة مجالس محلية، 30.9% في مدن عربية وحوالي 8.3% في المدن المختلطة الرسمية (حيفا واللد والرملة ويافا - تل أبيب وعكا والناصرة العليا ومعالوت ترشيحا). وأشار المعهد الإسرائيلي للديمقراطية أن 5.5% من المواطنين العرب يقيمون في 47 قرية صغيرة مدمجة في المجالس الإقليمية، وحوالي 4.2% في قرى غير معترف بها (معظمها في النقب)، وحوالي 1.8% في مدن ذات أغلبية يهودية (بما في ذلك القدس الغربية). النسب المئوية لا تشمل سكان القدس الشرقية العرب.

## قائمة المدن والقرى

### أ
- أبو سنان (قرية)
- أبو غوش (قرية)
- أم الفحم
- إكسال
- البعنة
- البعينة
- البقيعة
- البياضة (إسرائيل)
- الجش (الجليل)
- الدحي
- الشبلي - أم الغنم
- الشيخ دنون (قرية)
- الرامة (عكا)
- الرملة
- الرينة
- الطيبة (إسرائيل)
- الطيرة
- العزير
- الفريديس
- الكمانة
- اللد
- اللقية (بئر السبع)
- المجلس الاقليمي بستان المرج
- المزرعة (الجليل)
- المشهد (قرية)
- المغار
- الناصرة
- الناعورة

### ب
- بئر السبع
- بئر المكسور
- باقة الغربية
- برطعة الغربية
- بسمة (مجلس محلي)
- بسمة طبعون (حيفا)
- بيت جن
- بيت نقوبا

### ت
- تل السبع
- ترشيحا

### ج
- جت (قرية)
- جديدة - المكر
- جسر الزرقاء
- جلجولية
- جولس

### ح
- حورة
- حرفيش
- حيفا

### د
- دالية الكرمل
- دبورية
- دير الأسد
- دير حنا

### ر
- رهط (مدينة)
- رمانة (الجليل)

### ز
- زلفة (قرية)
- زيمر
- الزرازير (الجليل)

### س
- سالم (قرية)
- ساجور
- سخنين
- سولم

### ش
- شعب (الجليل)
- شفا عمرو
- شقيب السلام

### ص
- صندلة

### ط
- طرعان
- طلعة عارة
- طمرة
- طمرة الزعبية
- طوبا الزنغرية

ض
- ضميدة

### ع
- إعبلين
- عرابة (البطوف)
- عرب الهيب
- عرب العرامشة
- عرعرة
- عرعرة النقب
- عسفيا
- عكا
- عيلبون
- عيلوط
- عين الاسد
- عين السهلة
- عين ماهل
- عرب النعيم
- عاره

عرب النجيدات

### غ
- غجر (قرية)

### ف
- فسوطة

### ق
- قلنسوة (مدينة)

### ك
- كابول (اسرائيل)
- كسيفة
- كسرى-كفرسميع
- كعبية (الجليل)
- كفر برا
- كفر قاسم
- كفر قرع
- كفر كنا
- كفر مندا
- كفر مصر
- كفر ياسيف
- كوكب أبو الهيجاء

### م
- مجد الكروم
- مشيرفة
- مصمص
- معاوية (قرية)
- معليا
- منشية زبدة
- مقيبلة
- ميسر

### ن
- نحف
- نين

### و
- وادي الحمام
- وادي سلامة

### ي
- يافا
- يافة الناصرة
- يانوح-جت
- يركا

## خارطة مناطق إسرائيل
| منطقة القدس لواء الشمال الضفة الغربية لواء الجنوب لواء حيفا اللواء الأوسط لواء تل أبيب قطاع غزة |

التقسيم الإداري لإسرائيل (المناطق الإدارية) تأسست على أرض فلسطين التاريخية بعد انسحاب بريطانيا منها في 15 مايو 1948 ويتضمن هذا التقسيم الإداري 6 مناطق إدارية (ألوية) وهي:
1. الشمالية
2. منطقة حيفا
3. الوسطى
4. منطقة تل أبيب
5. منطقة القدس
6. الجنوبية

## معرض الصور

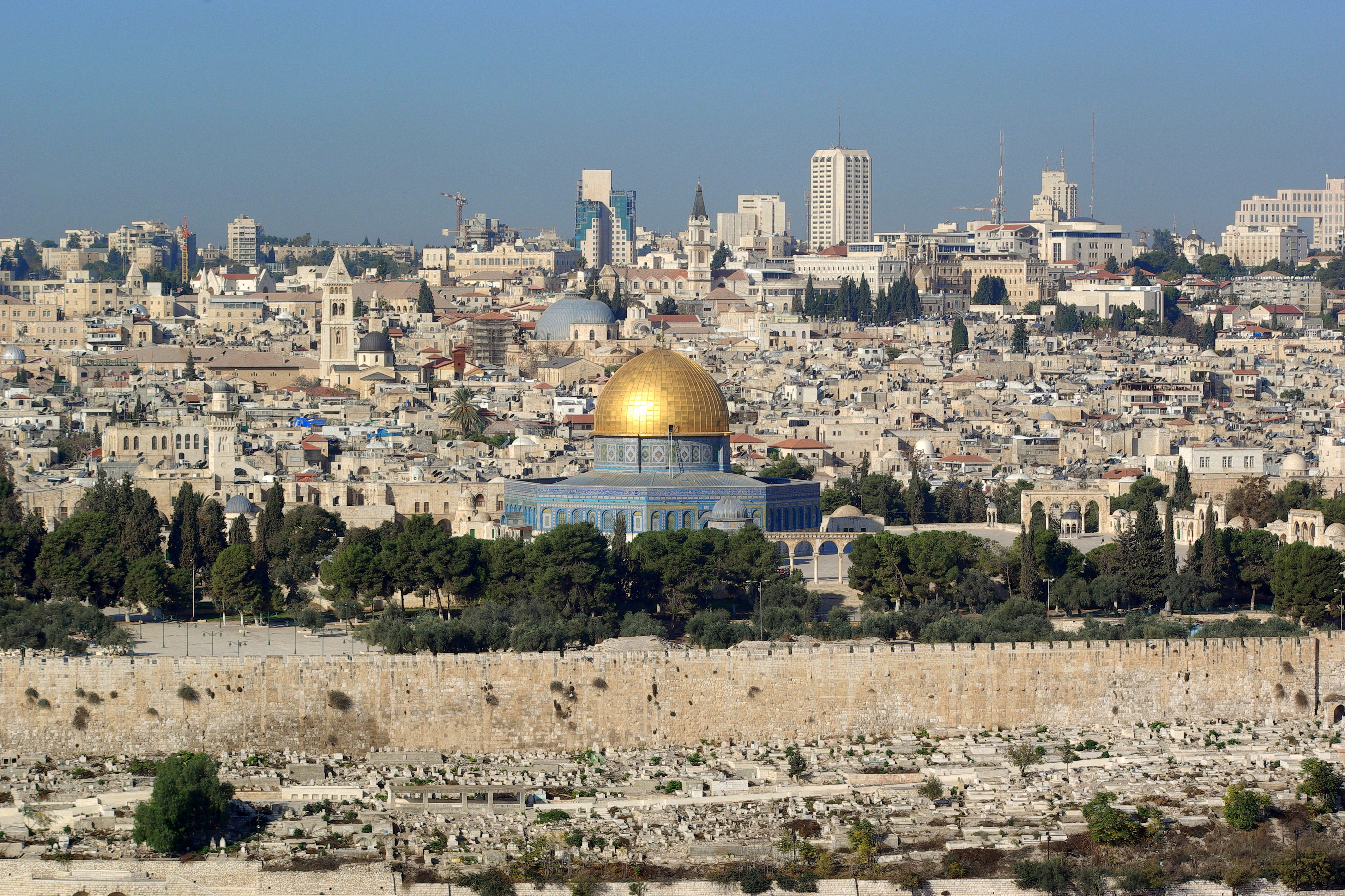
مدينة القدس
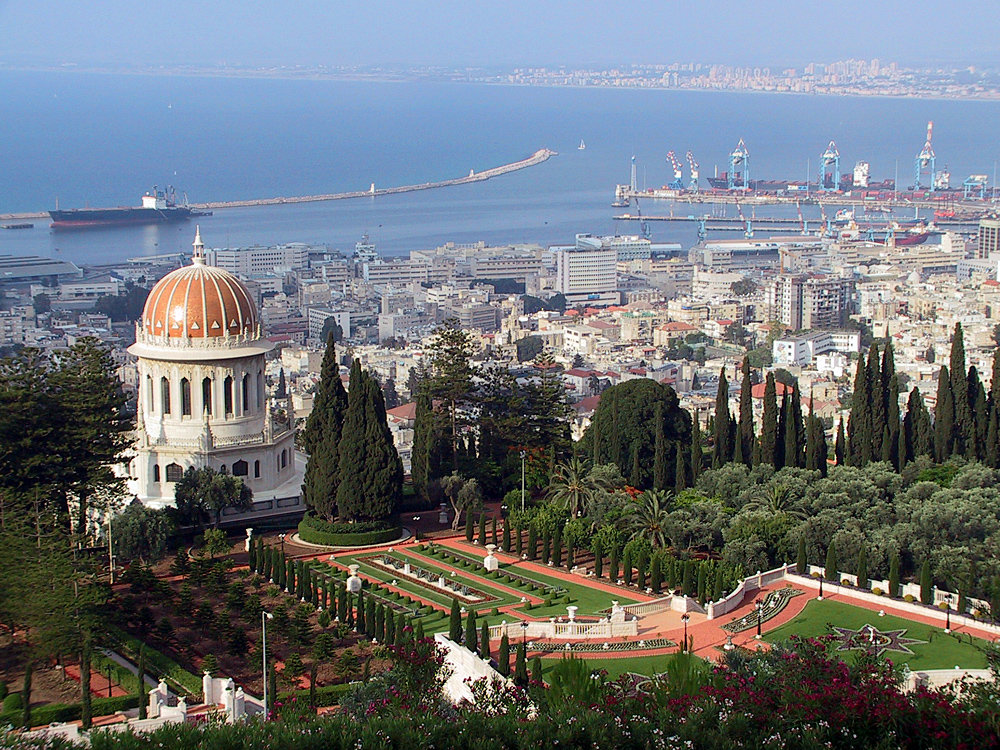
مدينة حيفا
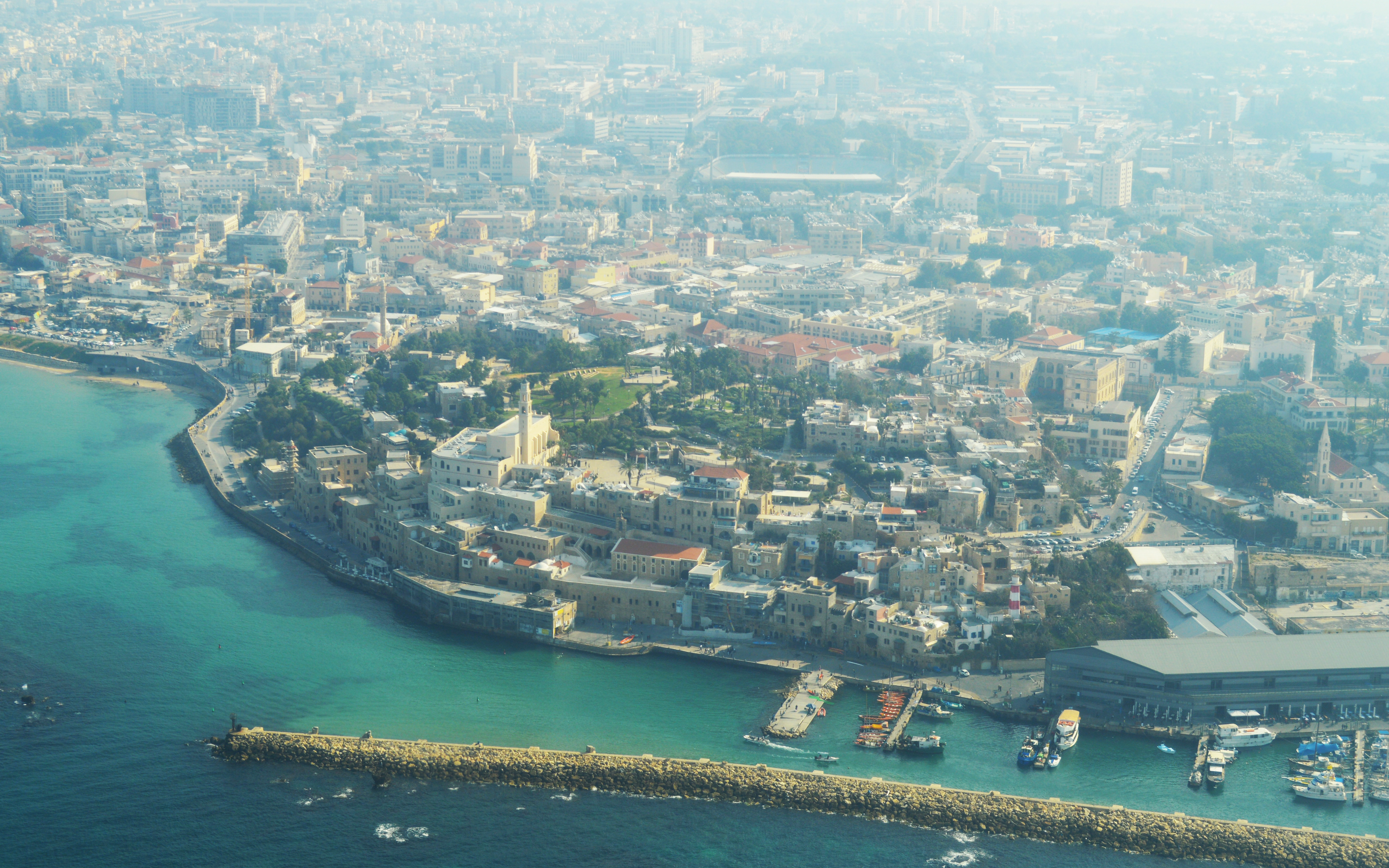
مدينة يافا
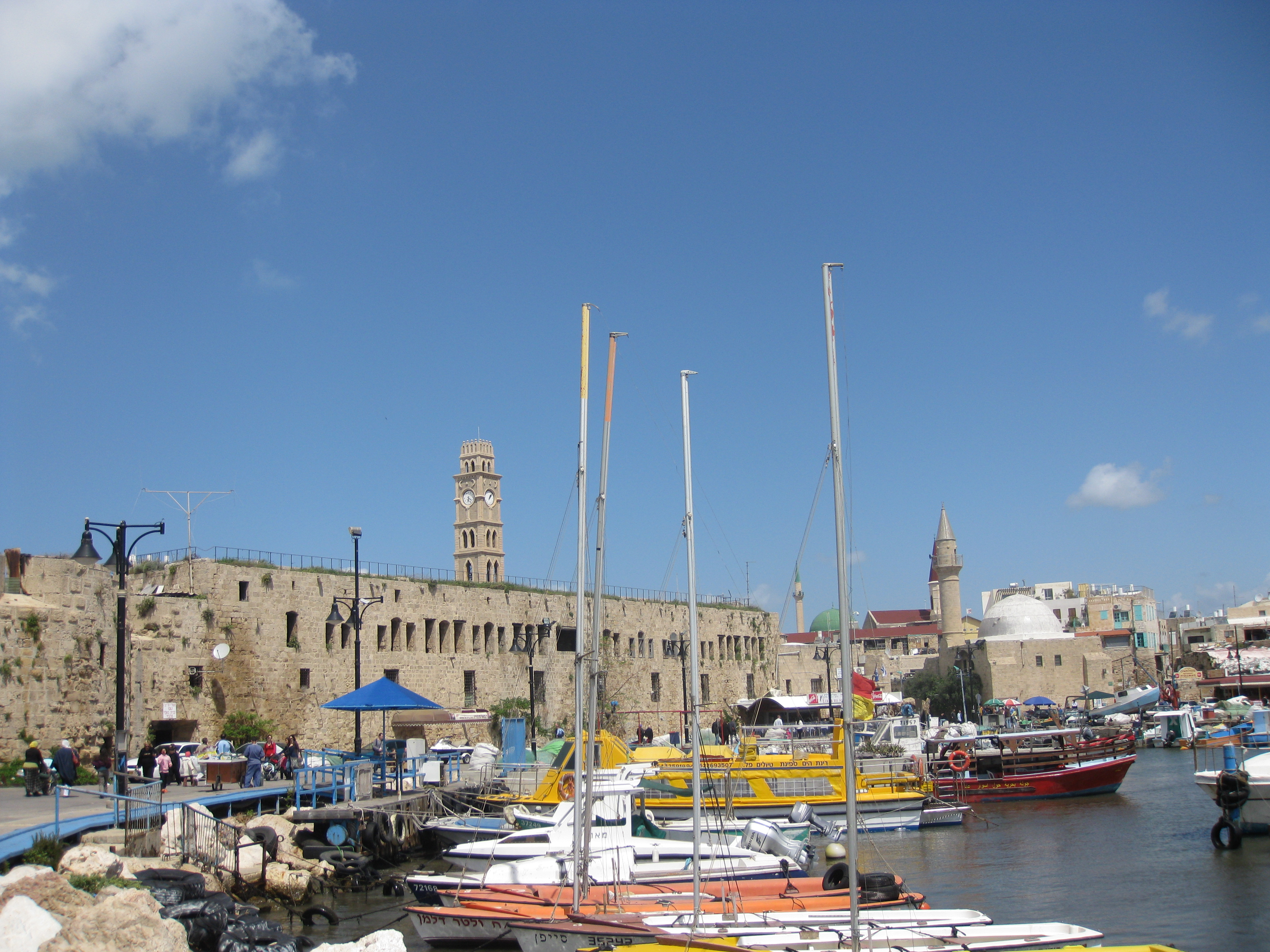
مدينة عكا
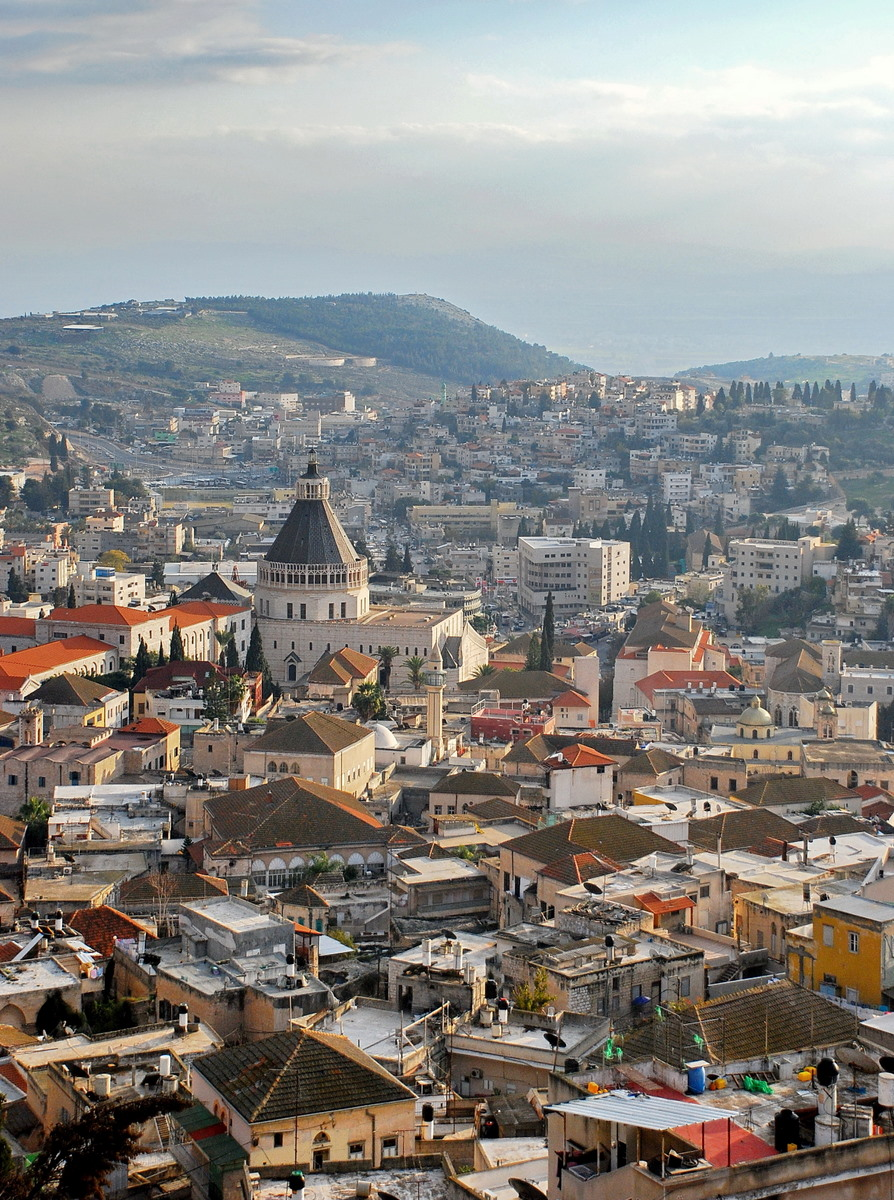
مدينة الناصرة
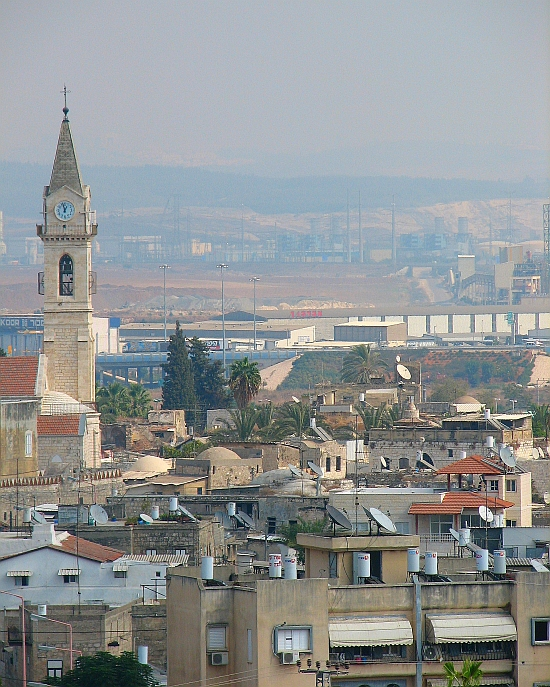
مدينة الرملة
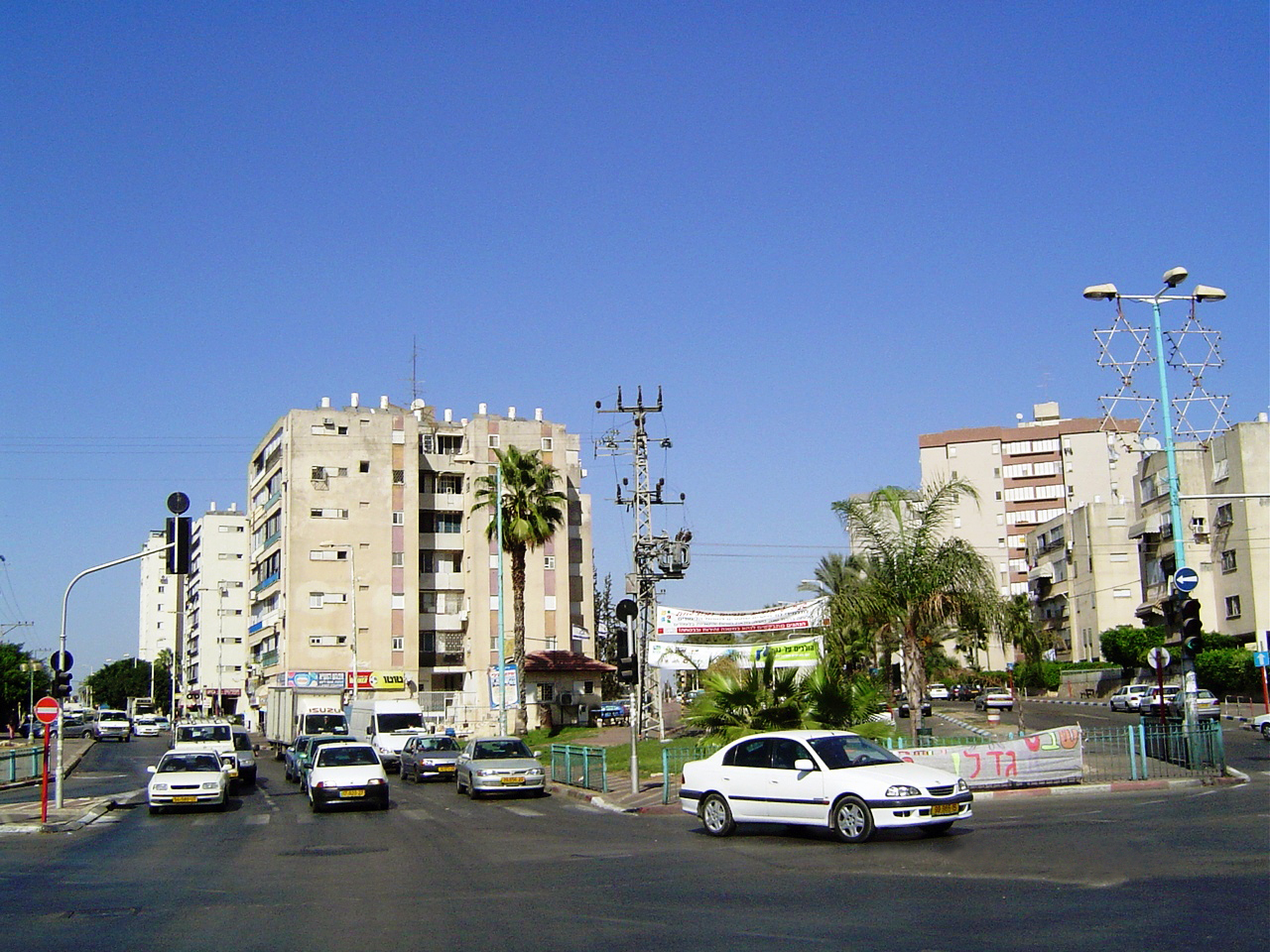
مدينة اللد
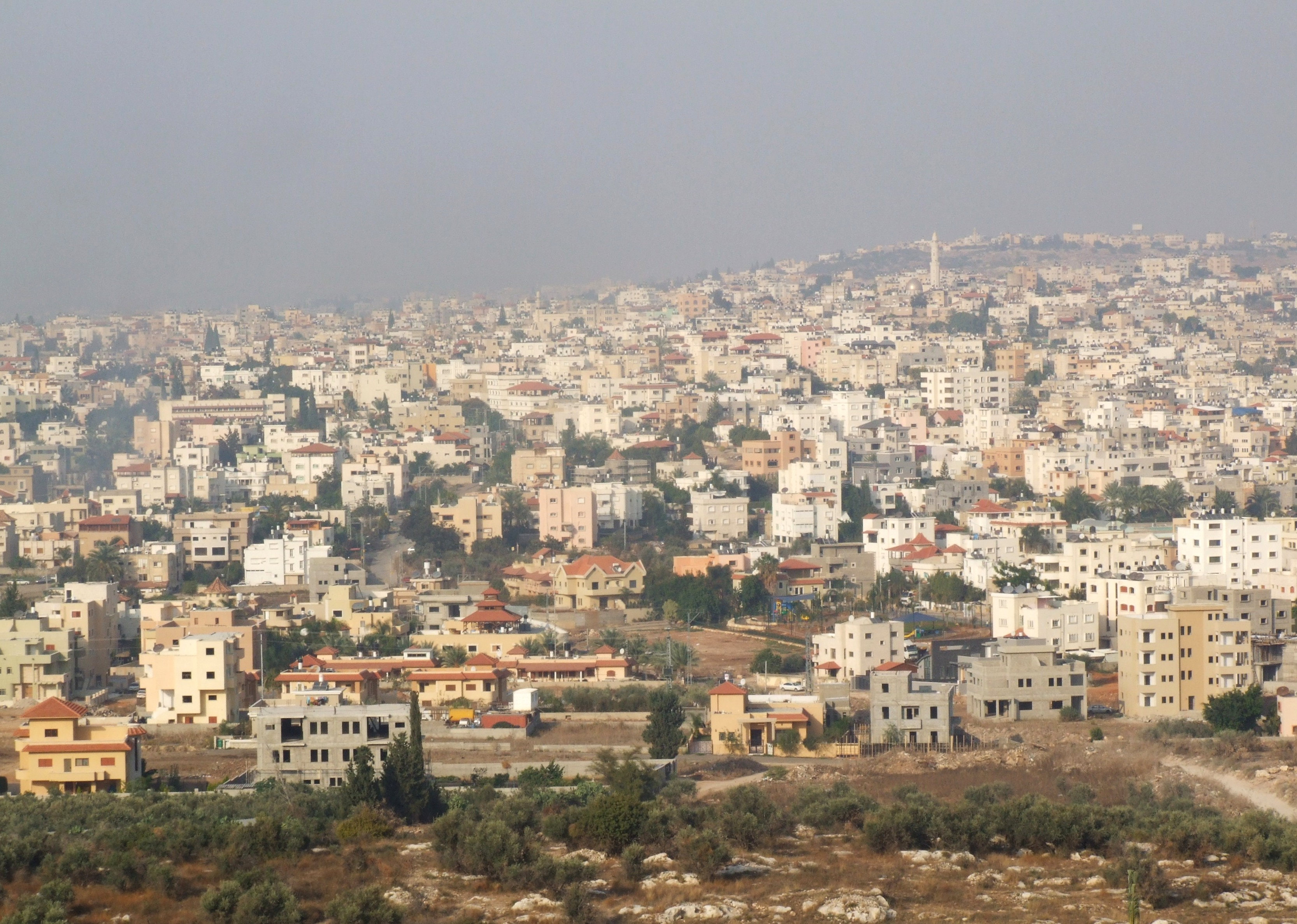
مدينة الطيبه
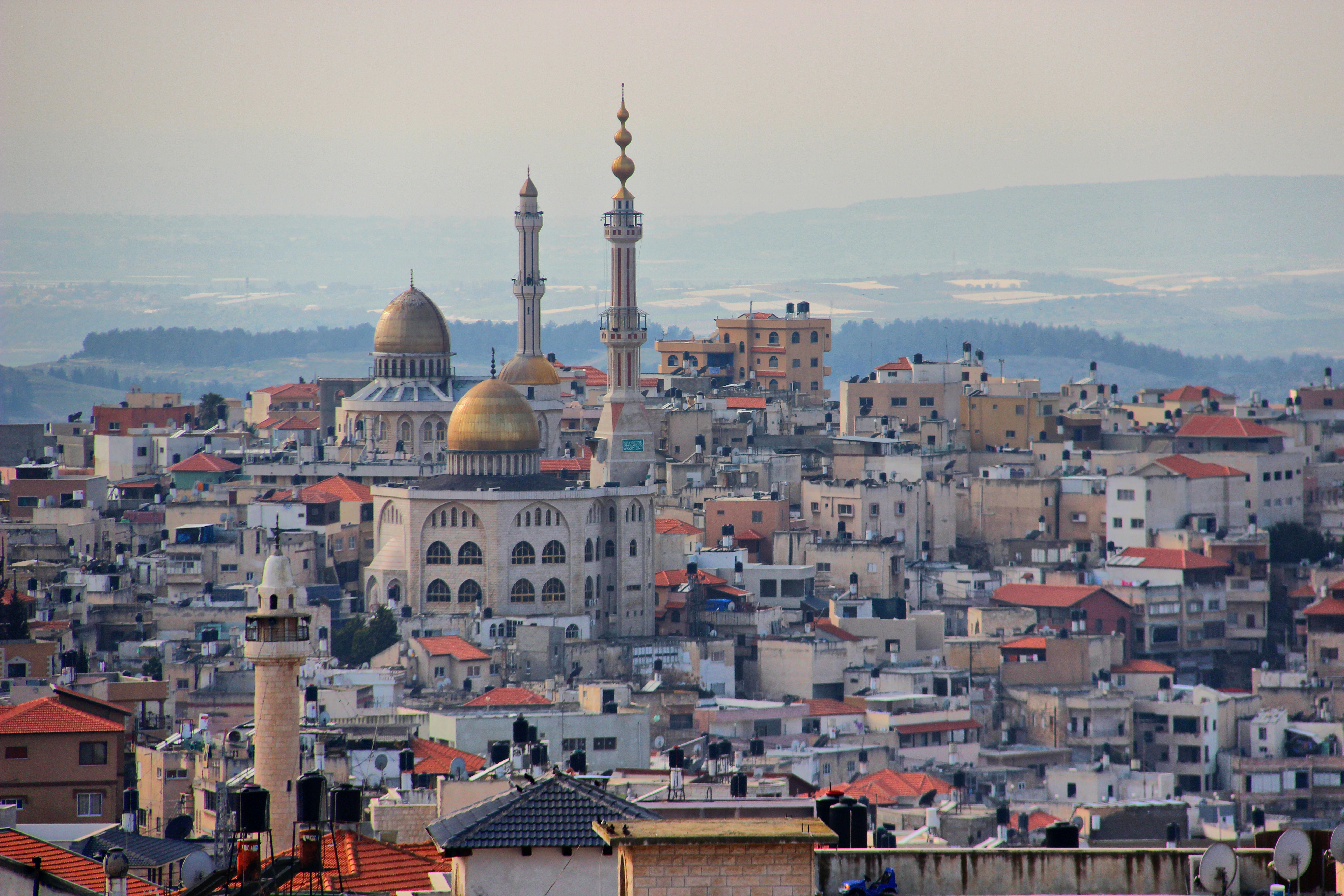
مدينة أم الفحم
مدينة شفاعمرو
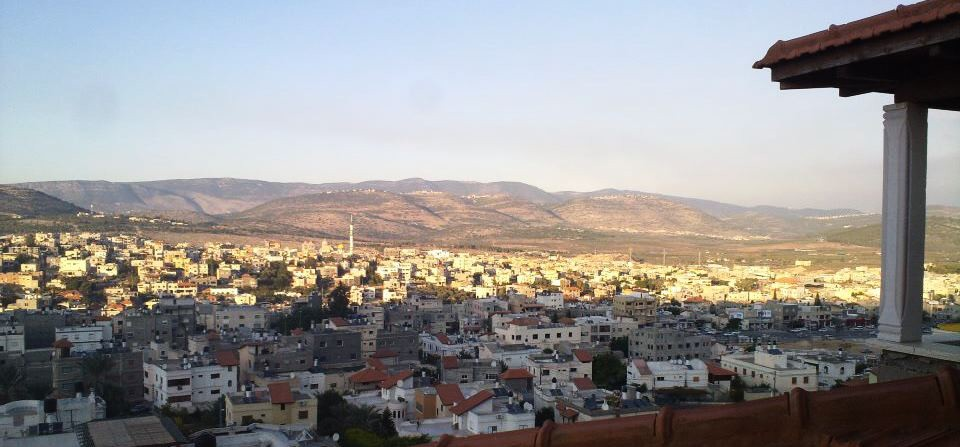
مدينة سخنين
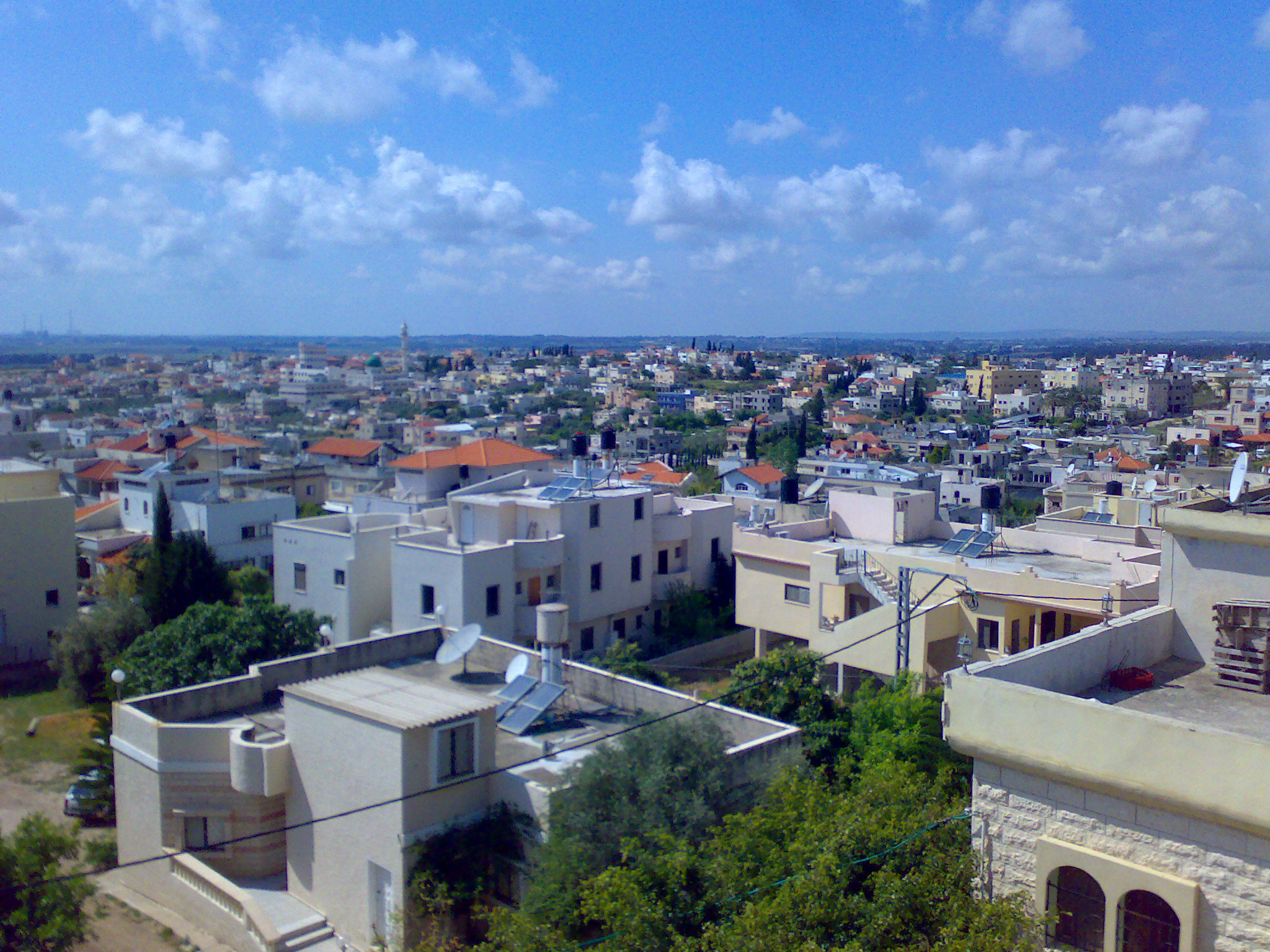
مدينة باقة الغربية
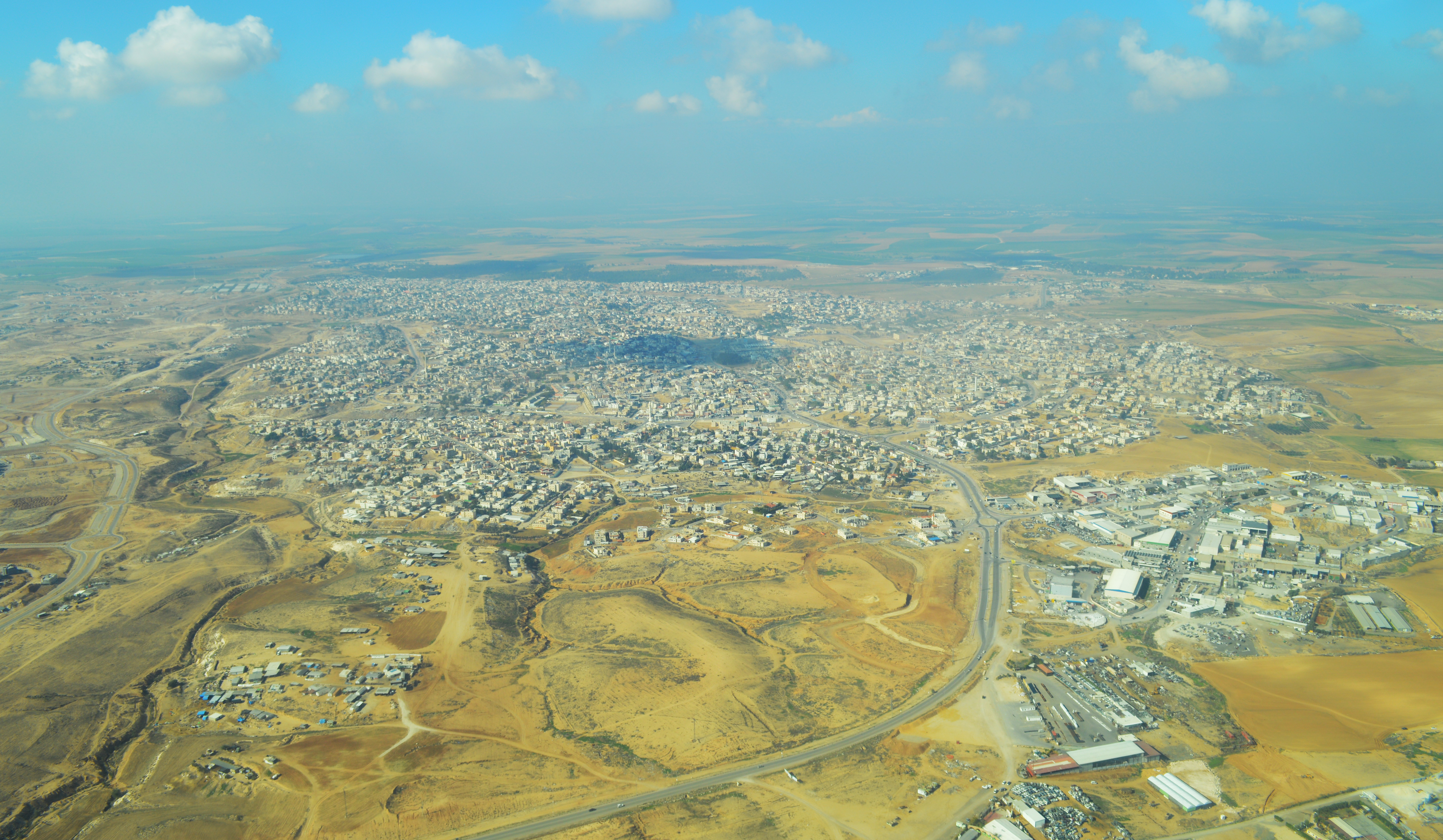
مدينة راهط